# Lau Mazirel

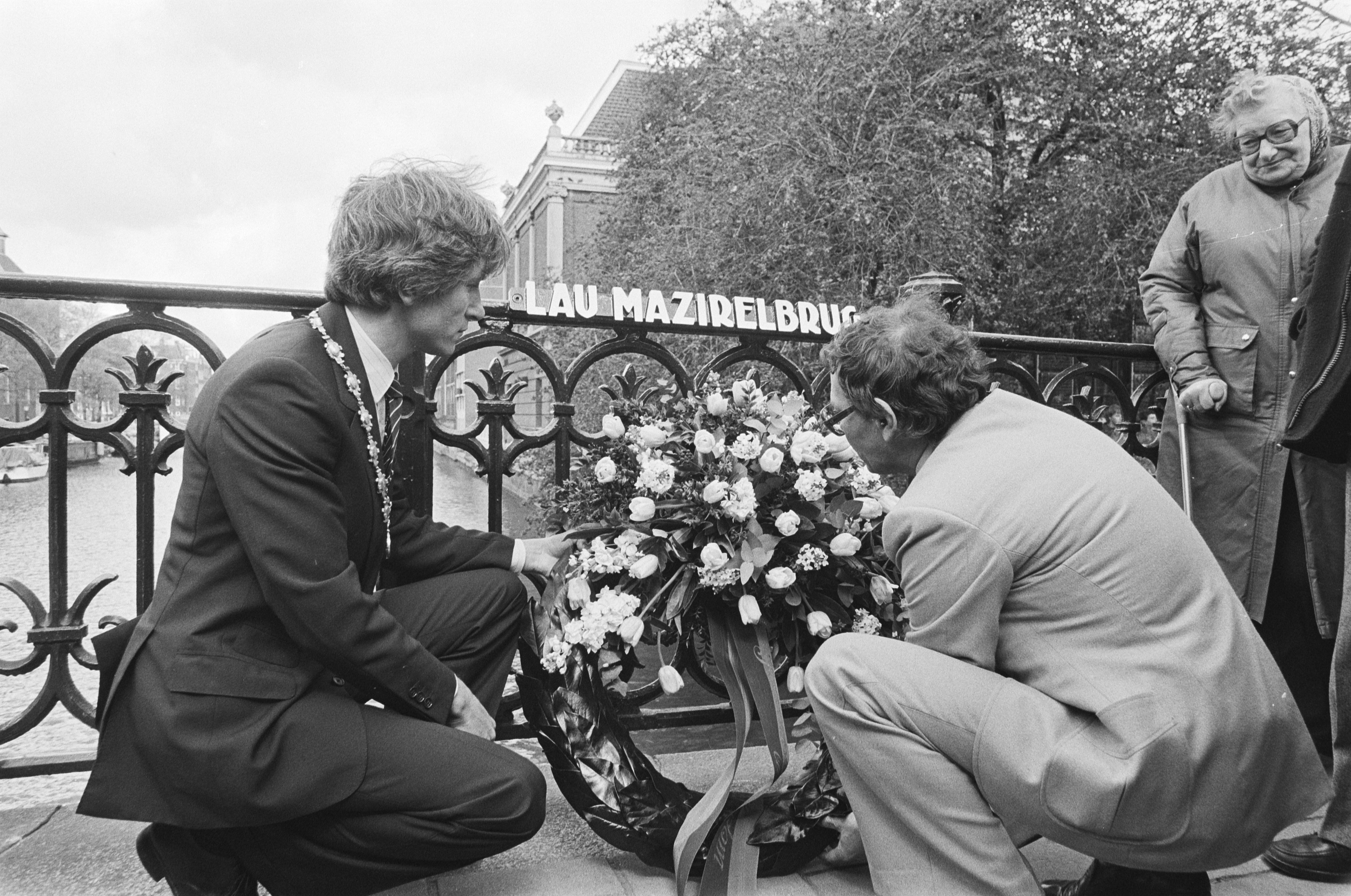
Een kranslegging bij de Lau Mazirelbrug ter gelegenheid van de vernoeming in 1982

Laura "Lau" Carola Mazirel (Utrecht, 29 november 1907 - Saint-Martin-de-la-Mer (Frankrijk), 20 november 1974) was een Nederlands advocate en verzetsstrijdster in de Tweede Wereldoorlog. Ze was een van de organisatoren van de aanslag op het Amsterdamse bevolkingsregister in 1943. Ook was ze een vroeg voorvechter van homorechten en streed zij voor de rechten van woonwagenbewoners. Ze was een tegenstander van het burgerlijk huwelijk wegens de destijds minderwaardige status van vrouwen binnen het huwelijk, en een tegenstander van persoonsregistratie, dat ze als inbreuk op de privacy zag.

## Biografie

### Vooroorlogse periode
Mazirel was een dochter van pacifisten die tijdens de Eerste Wereldoorlog hulp boden aan vluchtelingen. Ze groeide op in het Noord-Limburgse Gennep. In 1917 verhuisde het gezin naar Utrecht, waar Mazirel werk vond als onderwijzeres. Daarnaast studeerde zij rechten en psychologie. In 1929, een jaar voordat ze afstudeerde, ging ze in Amsterdam wonen. Daar werd ze actief in de Sociaal Democratische Studenten Club (SDSC) en de Sociaal-Democratische Arbeiderspartij (SDAP). Zij hielp daarnaast vluchtelingen uit Nazi-Duitsland.
In 1933 trouwde ze met Meijer Leopold Waterman. Het was een vrij huwelijk. Mazirel was een tegenstander van het burgerlijk huwelijk  vanwege de handelingsonbekwaamheid van de vrouw, de gehoorzaamheidsplicht van de vrouw aan de man en de geldende echtscheidingsprocedure. Ook vond ze dat de rechten van een uit een wettig huwelijk geboren kind niet goed vastgelegd waren. Het echtpaar kreeg twee zonen, Leo en Wolf.
In 1937 begon Mazirel haar eigen advocatenpraktijk, waarin ze vluchtelingen-, familie- en vreemdelingenzaken behandelde. Ook nam ze zaken  aan van mensen die vervolgd werden op grond van artikel 248 bis, dat homoseksuele contacten van meerderjarigen met minderjarigen verbood.
Mazirel werkte ook als reisleidster, waarbij ze in 1937 in Parijs tijdens de Wereldtentoonstelling een groot internationaal congres bezocht waar Duitse wetenschappers plannen presenteerden voor een "rassenhygiënische sanering". Gealarmeerd bezocht Mazirel "ontluizingskampen" voor woonwagenbewoners in Duitsland om informatie in te winnen en foto's te maken. Haar bevindingen werden echter in Nederland niet serieus genomen. Ook trachtte ze vergeefs de Nederlandse overheid en joodse religieuze instanties ervan te overtuigen om informatie over geloof en andere persoonlijke gegevens van de persoonskaarten te verwijderen.

### Tweede Wereldoorlog
Tijdens de Duitse bezetting van Nederland in de Tweede Wereldoorlog bleef Mazirel werken als advocaat. Het kantoor aan de Prinsengracht deed tevens dienst als dekmantel voor verzetsactiviteiten zoals het leggen van contacten, het doorgeven van boodschappen en het organiseren van onderdak voor vluchtelingen en onderduikers. Ze had ook zelf onderduikers in huis.
Als pacifist pleegde Mazirel alleen geweldloos verzet. Ze sloot zich aan bij de Vrije Groepen Amsterdam, waarin ze samenwerkte met haar latere tweede man, Robert Hartog.  Ze maakte gebruik van een persoonsbewijs op naam van kraamverpleegster Noortje Wijnands. Door haar uitmuntende beheersing van het Duits wist ze contacten te leggen met hoge Duitse officieren, waaronder SS-Hauptsturmführer Ferdinand aus der Fünten.
Ze was al in 1942 ervan overtuigd dat Kamp Westerbork geen werkkamp was maar een doorgang naar vernietigingskampen. Ze wist voorzitter Abraham Asscher van de Joodse Raad hiervan echter niet te overtuigen, zelfs niet met haar uitspraak dat ze deze informatie van Aus der Fünten had weten te bemachtigen. Haar kinderen Leo en Wolf en haar Joodse echtgenoot moesten kort daarna onderduiken.
Mazirel was een van de organisatoren van de aanslag op het Amsterdamse bevolkingsregister in 1943. Ze deed niet mee aan de aanslag zelf omdat ze te klein van gestalte was en niet zou overtuigen als Duits militair in de nagemaakte uniformen. Ze bezocht een van de leiders van de aanslag, de openlijk homoseksuele Willem Arondeus, in de gevangenis kort voordat hij werd gefusilleerd voor zijn aandeel in de aanslag. Arondeus vroeg haar de buitenwereld te laten weten "dat homo's niet minder moedig hoefden te zijn dan andere mensen".
In de periode 1943-1945 waren er drie invallen van de Duitsers in haar advocatenpraktijk. Bij de tweede en derde inval werden de onderduikers ontdekt en gearresteerd. Mazirel was actief in het redden van Joodse kinderen uit de Hollandsche Schouwburg en wist op het station kinderen uit de transporttreinen te krijgen. Soms sprong ze op de trein om er op het rangeerterrein Rietlanden met kinderen weer uit te springen.
Eind 1944 werd Mazirel zelf gearresteerd en belandde zij in de vrouwengevangenis aan de Weteringschans in Amsterdam. Na zes weken werd ze weer vrijgelaten omdat haar dossier zou zijn zoekgeraakt.

### Naoorlogse periode
Na de oorlog werd Mazirel advocaat van de in 1946 opgerichte homorechtenorganisatie COC en sprak op een door COC belegd congres in Frankfurt in 1957. Ze was een van de bedenkers van de term "homofiel" om de nadruk meer op liefde dan seksualiteit te leggen. Bij het tienjarig bestaan van het COC werd ze tot erelid benoemd.
Ook werkte Mazirel als jurist voor  de Nederlandse Vereniging voor Sexuele Hervorming (NVSH). Ze was lid van de in 1952 gevormde Commissie Abortusvraagstuk  en verdedigde NVSH-voorzitter Wim Storm toen hij in 1952 werd aangeklaagd omdat hij als arts een abortus had uitgevoerd. Ze was tevens actief in de Nederlandse Vereniging voor Vrouwenbelangen, Vrouwenarbeid en Gelijk Staatsburgerschap.
Mazirel zegde haar lidmaatschap in de Partij van de Arbeid (PvdA) op na de politionele acties tegen onafhankelijkheidsstrijders in Indonesië. Ze werd actief bij de in 1957 opgerichte Pacifistisch Socialistische Partij (PSP).
Op 16 november 1950 ging Mazirel een notarieel huwelijk aan met haar tweede man, de filmoperateur Robert Jean Hartog, die ze in het verzet had leren kennen. Ze kregen een zoon, Henri. In 1955 vertrok ze wegens haar verslechterende gezondheid — ze liep tijdens haar verzetswerk klappen op die haar gezondheid onherstelbare schade toebrachten — met haar man en zoon naar het Franse platteland. Vanuit Frankrijk ageerde ze tegen de Woonwagenwet van 1968, die ze racistisch achtte, en tegen de volkstelling van 1971, die naar haar mening te veel persoonlijke gegevens verzamelde. In 1972 verongelukte haar zoon Henri. Mazirel overleed twee jaar later in Frankrijk.

## Herdenking en eerbetoon
De journalist Jan Rogier richtte in 1981 de Lau Mazirel Stichting op, met het doel op te komen voor Roma (zigeuners) en andere nomadisch levende mensen. In 1987 werd de organisatievorm veranderd naar de Vereniging Lau Mazirel.
De brug 259 over de Plantage Muidergracht in Amsterdam werd in 1982 naar haar vernoemd, een jaar later volgde een Lau Mazirelstraat in de Amsterdamse wijk Osdorp. Ook Den Haag, Leiden, Beverwijk en Spijkenisse kennen een dergelijke straat. Tijdens de jaarlijkse Nationale Dodenherdenking op 4 mei wordt op de brug een bloemenkrans gehangen.